# Șeherezada (film din 1985)
Șeherezada (titlul original: în rusă И ещё одна ночь Шахерезады..., transliterat: I eșcio odna noci Șaherezadî) este un film de aventuri sovietic, realizat în 1985 de regizorul Tahir Sabirov, după O mie și una de nopți, protagoniști fiind actorii Elena Tonunț, Adel Al-Khadad, Larisa Belogurova și Tahir Sabirov.
Este primul film al trilogiei („Șeherezada”, „Noile povești ale Șeherezadei”, „Ultima noapte a Șeherezadei”), bazat pe celebrul ciclu de basme persane.

## Conținut
Șeherezada îi spune califului povestea tânărului Asamat, care a plecat în lume pentru a-și găsi iubita care i s-a arătat în vis. Plecat de acasă, Asamat conduce o caravană prin vastul deșert, unde călătorii sunt atacați de o ceată de tâlhari. Nelegiuiții răpesc caravana, îl jefuiesc pe Asamat și îl lasă singur în deșert. De nevoie, Asamat decide să-și folosească flautul magic de argint, care i-a fost dat de un magician bun când era copil. Cu toate acestea, instrumentul care împlinește toate dorințele nu poate fi încă folosit, deoarece Asamat trebuie să împlinească vârsta de douăzeci de ani pentru a putea face acest lucru. Totuși, îi apare imediat un șarpe gigant binevoitor, care îl conduce spre caravana negustorului Karabai.
Odată ajuns în orașul califului, Asamat trebuie să intre în serviciul lacomului Karabai pentru a plăti datoriile pentru salvarea sa. La muncă îl întâlnește pe bunul magician, care îi oferă echipament pentru viitoarea competiție între tineri. La cursă participă și fiica califului, prințesa Malika, care s-a deghizat în bărbat. În deșert, Malika dă peste un păianjen uriaș care o provoacă să cadă înspăimântată de pe cal. Asamat o salvează de monstru și recunoaște în ea iubita sa, întâlnită în vis. Ei continuă cursa pe care Malika reușește să o câștige.
Întorcându-se la moșia lui Karabai, Asamat refuză avansurile făcute de Anora, fiica negustorului, pentru că deja este îndrăgostit de prințesă. În fața tatălui ei, Anora susține că Asamat a vrut să o dezonoreze, astfel Karabai îi interzice tânărului să mai rămână peste noapte în casa lui. Seara, în oraș, Asamat se grăbește în ajutorul a doi bărbați care sunt jefuiți de tâlhari. După ce a câștigat lupta cu tâlharii, Asamat recunoaște în cei doi salvați pe calif și vizirul său. De la acesta din urmă primește o pungă de bani drept recunoștință, deoarece vizirul voia să-l asasineze pe calif cu ajutorul tâlharilor, pentru a câștiga el tronul. Fără știrea califului, vizirul aranjeză ulterior ca Asamat pe care-l credea căpetenia tâlharilor, să fie executat ca să nu fie martori.
Ferecat într-un cufăr, Asamat este aruncat de pe o stâncă într-un râu dar a supraviețuit căderii și a fost dus de apă tocmai în fața palatului califului. După ce mașinațiile vizirului perfid au fost date în vileag, acestuia i s-a acordat răsplata cuvenită. Asamat se întoarce acasă împreună cu tatăl său care venise și el la palat și cu o caravană bogat încărcată. Pe drum, tatăl î-și anunță fiul că tocmai a împlinit douăzeci de ani în această zi. Tânărul cântă la flautul de argint dorindu-și să vină prințesa, pe care instrumentul magic o îndeplinește imediat.

## Distribuție
- Adel Al-Khadad – Asamat
- Larisa Belogurova – Prințesa Malika
- Elena Tonunț – Șeherezada
- Tahir Sabirov – Califul
- Șarif Kabulov – Vizirul Dschaffar
- Burhon Radjabov – negustorul Karabai
- Tamara Iandieva – Anora, fiica sa
- Galib Islamov – Muzaffar, tatăl lui Asamat
- Dilbar Umarova – Aișa, mama lui Asamat
- Sattar Dikambaev – Tschingis, căpetenia tâlharilor
- Nabi Rahimov – cadiul
- Inogam Adîlov – un războinic
- Sadîk Muradov – un războinic